# Batinova Kosa
Batinova Kosa est un village de la municipalité de Topusko (comitat de Sisak-Moslavina) en Croatie. Au recensement de 2011, le village comptait 50 habitants.